# 清水朔郎
清水 朔郎（しみず さくお、1891年12月 - 没年不明）は、昭和時代初期の実業家。

## 生涯
旧富山藩士の清水永三の長男として生まれる。1923年家督を継いだ。大阪に出て、丁稚奉公する。その後松本鐵次郎商店支配人取締兼東京支店専務等となり、川西航空機、千代田毛織、松本商店、日本モスリン株式会社、角田被服・角田商事の取締役、松本鐵次郞商店の監査役などを務めた。終戦後は、金商（現在の三菱商事RtMジャパン）の相談役を務めた。

## 人物
- 宗教 浄土真宗
- 趣味 運動、釣り

## 家族
東京府東京市外世田ヶ谷町池尻522
- 妻 なみ（東京府士族で印刷業石附鏡太郎の長女で、東京府人・高野實の養母）1894年7月 -
- 養子 嘉一（三菱商事会社員）1911年 -
- 嘉一妻 泰子（海軍少将小倉泰造(岐阜県出身1883年〜1939年)の娘)
- 弟 次朔（実業家）1897年8月 -
- 弟妻光子（東京府人で技師石坂正衛の長女）1905年7月 -
- 妹 福井（岩手県士族で官僚山田知善の孫知一郎の妻）1899年12月 -